# Kleider machen Leute (Zemlinsky)
Kleider machen Leute ist eine Oper (Originalbezeichnung: „Musikalische Komödie“) in einem Vorspiel und drei Akten von Alexander von Zemlinsky (Musik). Das Libretto von Leo Feld basiert auf der gleichnamigen Novelle aus dem zweiten Band von Gottfried Kellers Novellenzyklus Die Leute von Seldwyla (1874). Die Uraufführung der Erstfassung fand am 2. Oktober oder 2. Dezember 1910 in der Volksoper Wien statt. Eine zweiaktige Neufassung wurde erstmals am 20. April 1922 im Neuen Deutschen Theater in Prag gespielt.

## Handlung der Fassung von 1910
Die folgende Inhaltsangabe der Erstfassung folgt den Angaben in Antony Beaumonts Zemlinsky-Biografie, im Harenberg Opernführer, in Heinz Wagners Großem Handbuch der Oper und im Handbuch der Oper von Kloiber/Kunold/Maschka.

### Vorspiel
Auf der Landstraße
Unzufrieden mit seinen Geschäften in Seldwyla hat der Schneidergeselle Wenzel Strapinski seine dortige Stellung aufgegeben, um anderswo sein Glück zu suchen. Nachdem er sich an der Stadtgrenze von seinen beiden Mitgesellen verabschiedet hat, sitzt er in seinen Gesellenstücken – einem vornehmen Reisemantel und einer Zobelmütze – auf einem Meilenstein am Straßenrand. Glücklicherweise fährt eine leere Equipage heran. Der Kutscher fragt ihn nach dem Weg nach Goldach und ist bereit, ihn dorthin mitzunehmen.

### Erster Akt
Vor dem Wirtshaus „Zur Waage“ in Goldach
Der Prokurist Melchior Böhni umwirbt Nettchen, die Tochter des Amtsrats. Sie weist ihn zurück, da sie zum einen seine selbstgefällige Art abstößt und zum anderen auf eine große Liebe mit einem Adligen hofft. Ihr Vater hätte gegen eine Verbindung der beiden allerdings nichts einzuwenden. Da fährt Strapinski mit der herrschaftlichen Kutsche vor. In seiner vornehmen Kleidung halten ihn alle für einen Edelmann, zumal der Kutscher ihn vor seiner Weiterfahrt als „Graf Strapinski aus Polen“ bezeichnet. Alle umschmeicheln Strapinski, und man deckt den Tisch für seine Mahlzeit. Beim Essen weist Strapinski zunächst die Suppe zurück, akzeptiert aber den Champagner. Schließlich vertilgt er hungrig eine große Pastete. Als sich am Nachmittag die Dorfhonoratioren – der Notar Adam Litumlei, der Stadtschreiber Polykarpus Federspiel, der Möbelhändler Häberlein und der Kachelhändler Pütschli-Nievergelt – zu einer Partie Karten einfinden, spielt Strapinski seine Scharade weiter und schließt sich ihnen für eine Zigarre an. Böhni, Nettchen und ihr Vater kommen hinzu. Strapinski ist entzückt von der Schönheit des Mädchens. Der eifersüchtige Böhni wird argwöhnisch. Ihm sind die von der Schneiderei zerstochenen Finger Strapinskis aufgefallen. Er beschließt, sich in Seldwyla nach dem Fremden zu erkundigen. Da der Kutscher bei seiner Abfahrt offenbar das Gepäck Strapinskis mitgenommen hat, schaffen die anderen eiligst Schlafzeug, Zahnbürsten und anderes als Ersatz herbei. Strapinski denkt darüber nach, ob er die Flucht ergreifen sollte – doch will er Nettchen noch einmal wiedersehen.

### Zweiter Akt
Auf dem Gütchen des Amtsrats
Der Amtsrat hat Strapinski und die Honoratioren mit ihren Familien auf sein Gut geladen. Dort spielen die Männer Karten, während sich die Damen beim Kaffee über Kochrezepte unterhalten. Böhni bezweifelt immer noch die Identität des „Grafen“. Strapinski verrät sich beinahe mit seinen Ansichten über die Kleidung in Goldach. Federspiel und Litumleis Tochter Lieselein versuchen, ihn zur Fürsprache für ihre Heirat zu bewegen. Häberlein und Pütschli-Nievergelt suchen seine Unterstützung bei den bevorstehenden Wahlen. Schließlich begeben sich alle zur Mahlzeit ins Esszimmer. Nettchen trägt das Heine-Lied „Lehn’ deine Wang’ an meine Wang“ vor, bei dem sie sich selbst auf dem Klavier begleitet. Strapinski geht in den Garten, weil er sich aus dem Staub machen will. Er will sich jedoch noch von Nettchen verabschieden. Die beiden kommen sich näher, und beide gestehen sich ihre Liebe. Böhni ertappt sie bei einer Umarmung und ruft den Amtsrat. Nettchen erklärt Strapinski kurz erschlossen zu ihrem Verlobten. Die anderen Gäste kommen gratulierend hinzu, und der hocherfreute Amtsrat lädt alle zur abendlichen Feier ins „Waldhaus“ ein. Böhni, der unterdessen in Seldwyla die wahre Identität Strapinskis herausgefunden hat, aber vorerst noch schweigt, ruft alle zum Walzer. Um den „Grafen“ öffentlich zu demaskieren, lädt er ganz Seldwyla zur Verlobungsfeier ein.

### Dritter Akt
Ein Tanzsaal im „Waldhaus“ zwischen Goldach und Seldwyla, rückwärts Glaswand, durch die man in den beschneiten Hof sieht
Böhni plant für die öffentliche Bloßstellung des angeblichen Grafen die Aufführung einer Pantomime, bei der ihm Strapinskis früherer Meister und seine Kollegen ihre Mitwirkung zugesichert haben. Böhni teilt ihnen mit, dass er und Strapinski Konkurrenten in der Liebe seien. Die Gesellschaft aus beiden Orten trifft ein. Strapinski und Nettchen fahren in einem Schlitten vor. Böhni lädt alle zu einem Schwank, einem „Schneiderbrauch“, ein. Ein Prologus erklärt die Handlung des pantomimischen Stücks, das den Titel „Kleider machen Leute“ trägt. Der Meister spielt darin den „Wolf im Schafspelz“, und er trägt die gleiche Mütze wie Strapinski. Der so Enttarnte flieht unter dem Spott der Bürger.
Auf der Landstraße
Aus Seldwyla ist Glockengeläut zu hören. Es schneit. Strapinski hat sich im Straßengraben schlafen gelegt, wo ihn Nettchen findet. Er erzählt ihr die Ursache der ganzen Verwechslung und ist bereit, sie aufzugeben. Doch als Böhni und der Amtsrat hinzukommen und Böhni versichert, dass er Nettchen immer noch heiraten wolle, hält sie weiterhin zu Strapinski. Sie holt ihn aus seinem Unterschlupf und erklärt, dass er, auch wenn er nur Schneider und kein Graf sei, doch ein gutes Herz habe. Alle jubeln.

## Handlung der Fassung von 1922
Die folgende Inhaltsangabe der Zweitfassung folgt dem Klavierauszug sowie den Angaben in Antony Beaumonts Zemlinsky-Biografie, in Pipers Enzyklopädie des Musiktheaters, in Reclams Opernlexikon, im Viking Opera Guide und bei Grove Music Online.

### Vorspiel
Auf der Landstraße
Unzufrieden mit seinen Geschäften in Seldwyla hat der Schneidergeselle Wenzel Strapinski seine dortige Stellung aufgegeben, um anderswo sein Glück zu suchen. Nachdem er sich an der Stadtgrenze von seinen beiden Mitgesellen verabschiedet hat, sitzt er in seinen Gesellenstücken – einem vornehmen Reisemantel und einer Zobelmütze – auf einem Meilenstein am Straßenrand. Glücklicherweise fährt eine leere Equipage heran. Der Kutscher fragt ihn nach dem Weg nach Goldach und ist bereit, ihn dorthin mitzunehmen.
Zwischenspiel

### Erster Akt
In Goldach
Der Prokurist Melchior Böhni umwirbt Nettchen, die Tochter des Amtsrats. Sie fühlt sich jedoch von seiner selbstgefälligen Art abgestoßen und hofft auf ein anderes Glück. Da fährt Strapinski mit der herrschaftlichen Kutsche vor. In seiner vornehmen Kleidung halten ihn alle für einen Edelmann, zumal der Kutscher ihn vor seiner Weiterfahrt als „Graf Strapinski aus Polen“ bezeichnet. Alle umschmeicheln Strapinski, und man deckt den Tisch für seine Mahlzeit. Beim Essen zögert Strapinski zunächst. Doch dann vertilgt er hungrig eine große Pastete. Als sich am Nachmittag die Dorfhonoratioren – der Notar Adam Litumlei, der Stadtschreiber Polykarpus Federspiel, der Möbelhändler Häberlein und der Kachelhändler Pütschli-Nievergelt – zu einer Partie Karten einfinden, spielt Strapinski seine Scharade weiter und schließt sich ihnen für eine Zigarre an. Böhni, Nettchen und ihr Vater kommen hinzu. Strapinski ist entzückt von der Schönheit des Mädchens. Der eifersüchtige Böhni wird argwöhnisch. Ihm sind die von der Schneiderei zerstochenen Finger Strapinskis aufgefallen. Er beschließt, sich in Seldwyla nach dem Fremden zu erkundigen. Da der Kutscher bei seiner Abfahrt offenbar das Gepäck Strapinskis mitgenommen hat, schaffen die anderen eiligst Schlafzeug, Zahnbürsten und anderes als Ersatz herbei. Strapinski denkt darüber nach, ob er die Flucht ergreifen sollte – doch will er Nettchen noch einmal wiedersehen.

### Zweiter Akt
Auf dem Gütchen des Amtsrats
Der Amtsrat hat Strapinski und die Honoratioren mit ihren Familien auf sein Gut geladen. Nettchen trägt das Heine-Lied „Lehn’ deine Wang’ an meine Wang“ vor, bei dem sie sich selbst auf dem Klavier begleitet. Schließlich begeben sich alle zur Mahlzeit ins Esszimmer. Strapinski geht in den Garten, weil er sich aus dem Staub machen will. Er will sich jedoch noch von Nettchen verabschieden. Die beiden kommen sich näher, und beide gestehen sich ihre Liebe. Böhni ertappt sie bei einer Umarmung und ruft den Amtsrat. Nettchen erklärt Strapinski kurz erschlossen zu ihrem Verlobten. Die anderen Gäste kommen gratulierend hinzu, und der hocherfreute Amtsrat lädt alle zur abendlichen Feier ins „Waldhaus“ ein. Böhni kocht innerlich vor Eifersucht. Dennoch ruft er alle zum Walzer.
Zwischenspiel: „Der arglistige Böhni“
Das Waldhaus
Die Gesellschaft aus beiden Orten versammelt sich zur Feier im Gasthof. Böhni plant für die öffentliche Bloßstellung des angeblichen Grafen die Aufführung einer Pantomime, bei der ihm Strapinskis früherer Meister und seine Kollegen ihre Mitwirkung zugesichert haben. Strapinski und Nettchen fahren in einem Schlitten vor. Böhni lädt alle zu einem Schwank, einem „Schneiderbrauch“, ein. Ein Prologus erklärt die Handlung des pantomimischen Stücks, das den Titel „Kleider machen Leute“ trägt. Der Meister spielt darin den „Wolf im Schafspelz“, und er trägt die gleiche Mütze wie Strapinski. Die Bürger spotten über den so Enttarnten, der sich jedoch nicht einschüchtern lässt. Er entgegnet, dass sich die Anwesenden selber zum Narren gemacht hätten. Sie selbst hätten vor Ehrfurcht vor ihm scharwenzelt. Schuldig fühle er sich nur vor Nettchen. Die Menge entfernt sich kopfschüttelnd, bis Strapinski und Nettchen allein sind. Er erzählt ihr die Ursache der ganzen Verwechslung und ist bereit, sie aufzugeben. Doch Nettchen hält weiterhin zu ihm: „Kann ich schon keine Frau Gräfin sein, so werd’ ich Frau Meisterin!“

## Gestaltung

### Instrumentation
Die Orchesterbesetzung der Oper (Fassung von 1922) enthält die folgenden Instrumente:
- Holzbläser: drei Flöten (3. auch Piccolo), drei Oboen (3. auch Englischhorn), drei Klarinetten (3. auch Bassklarinette), drei Fagotte (3. auch Kontrafagott)
- Blechbläser: vier Hörner, drei Trompeten, vier Posaunen, Tuba
- Pauken, Schlagzeug: Becken, kleine Trommel, große Trommel, Triangel, Tamburin, Rute, Schellen, Xylophon, Glockenspiel, Glocken
- Harfe
- Celesta
- Streicher
- Bühnenmusik: zwei Klarinetten, zwei Hörner, Trompete, Bassposaune, Klavier, Violine

### Libretto
Max Brod schrieb nach der Premiere der Zweitfassung über das Libretto: „Der Text [ist] in guter dramatischer Spannung erhalten, hübsche Verseinfälle und zugespitzte Aktschlüsse machen ihn wirksam.“:256 Die Reime wirken jedoch gelegentlich trivial, die „feine Figurenzeichnung und lebensechte Psychologie von Kellers Erzählung vergröbert“. Wichtige Elemente der Personencharakterisierung fehlen, wie der ursprüngliche Grund für Strapinskis Wanderung – der mutmaßlich betrügerische Bankrott des Schneidermeisters, der am Ende selbst für die Entlarvung des angeblichen Grafen im Namen der Moral sorgt. Das zugespitzte Ende der Novelle mit Strapinskis Bereitschaft zum Selbstmord fehlt ebenso wie ein Verweis auf die enge Bindung an seine Mutter und deren Erziehung mit dem Ziel eines gesellschaftlichen Aufstiegs.

### Musik
Zemlinskys Oper Kleider machen Leute steht in der Tradition des romantischen Lustspiels eines Herrmann Goetz (Der Widerspenstigen Zähmung) oder Hugo Wolf (Der Corregidor). Es handelt sich um eine Komödie der „leisen Töne“. Die Tonsprache steht zwischen Richard Strauss und Arnold Schönberg, erinnert aber auch an die Wiener Operette. Die Ensembleführung gemahnt an die Kunst Wolfgang Amadeus Mozarts.
Die Oper beginnt mit einer Parodie auf den Quartenakkord von Arnold Schönbergs 1. Kammersinfonie. Diese Takte bestimmen bereits die weiteren Motive der Oper, die ebenfalls aus Quarten und Quinten zusammengesetzt sind, die transparente Art der Orchestration und die Haupttonart d-Moll. Letztere ist zugleich die Tonart Strapinskis, der als Gegenpol das im Quintenzirkel weitestmöglich entfernte As-Dur Nettchens gegenübergestellt ist.:259–260
Das Abschiedslied Strapinskis von seinen Mitgesellen trägt einen melancholischen Tonfall. Die Melodie besteht aus der aufsteigenden Quinte des Anfangstakts und dem „Welt“-Motiv. Die Harmonisierung dieses Motivs ist wandernd, ohne jemals eine Grundtonart zu erreichen.:261
Das musikalische Hauptthema ist das „Schneiderlein-Lied“. Es ist ein Symbol für Strapinskis Identitätsfrage und kehrt im Verlauf der Oper in verschiedensten Formen ähnlich einem Leitmotiv immer wieder.
Die Stärke der Oper erweist sich vor allem in den größeren Musiknummern und Tableaus. Im ersten Akt zählen dazu das „Zigarrenquintett“, Strapinskis Monolog, in dem er über eine Flucht nachdenkt, und das Orchester-Notturno am Schluss. Im zweiten Akt sind es das Heine-Lied und der Verlobungstanz (eine Bearbeitung von Zemlinskys Lied Kirchweih aus op. 10).:265
Antony Beaumont bemerkte, dass die Zweitfassung zumindest die Vorzüge habe, dass die Musik „stilistisch einheitlicher“ wirke und die Charaktere „besser herausgearbeitet“ seien. Dabei nennt er besonders die stark gekürzte Partie Nettchens und die verständlichere Motivation der „Verachtung kleinstädtischer Mentalität“ Böhnis, der in der Erstfassung sogar „etwas sympathisch“ wirke. Die Vorteile der Zweitfassung liegen dagegen „in ihrer Prägnanz“.:266

## Werkgeschichte
Das Libretto von Zemlinskys Oper Kleider machen Leute stammt von Leo Feld. Es basiert auf der gleichnamigen Novelle aus dem 1874 erschienenen zweiten Band von Gottfried Kellers Novellenzyklus Die Leute von Seldwyla. Zemlinsky komponierte das Werk zwischen April 1907 und August 1909 während seiner Tätigkeit als Kapellmeister der Wiener Volksoper.
Die Uraufführung der dreiaktigen ersten Fassung fand unter der Leitung des Komponisten am 2. Oktober oder 2. Dezember 1910 im Kaiser-Jubiläums-Stadttheater (Wiener Volksoper) statt. Es sangen Josefine Ritzinger (Nettchen) und Karl Ziegler (Wenzel Strapinski). Die Aufführung war wenig erfolgreich. Die Kritiker bemängelten vor allem die Musik und gingen – möglicherweise aus Platzgründen – kaum auf das Libretto ein.:254

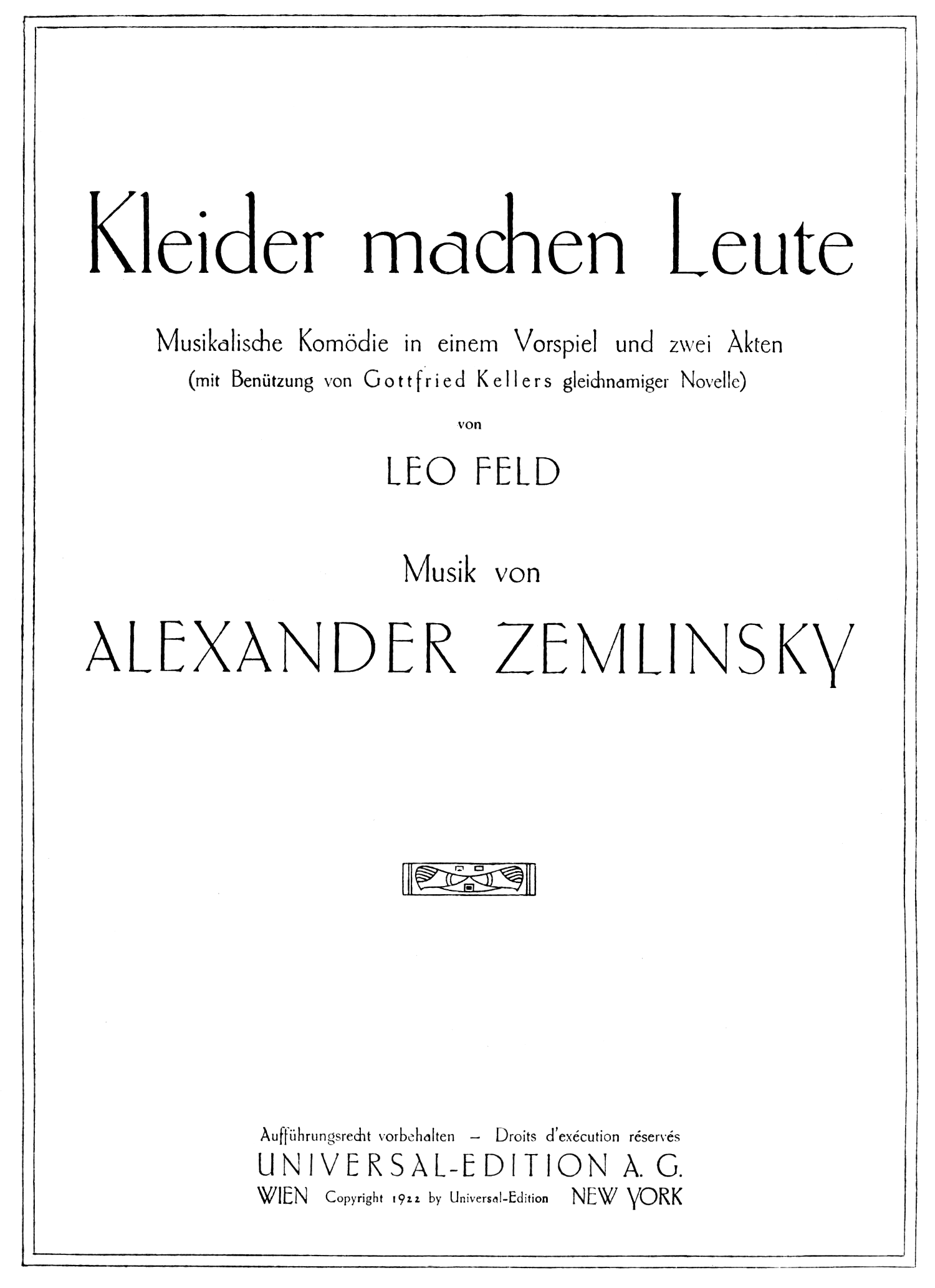
Titelblatt des Klavierauszugs der Zweitfassung, Wien 1922

Eine ursprünglich für 1914 geplante zweite Produktion in Mannheim kam nicht zustande. Seit 1913 trug sich Zemlinsky mit dem Gedanken an eine Überarbeitung, worin er von der Universal Edition und von Julius Korngold bestärkt wurde. Er begann damit im Frühjahr 1921 für eine in München geplante Aufführung und setzte die Arbeiten fort, als diese abgesetzt wurde. Bis Ende 1921 schuf er sieben Einlagen. Außerdem strich er Nettchens Traumballade vom Grafen im ersten Akt sowie die Nebenhandlung mit der Liebesgeschichte zwischen Litumleis Tochter Lieselein und dem Stadtschreiber Federspiel und nahm weitere Kürzungen und Umstellungen vor, wobei er den zweiten und dritten Akt in einen einzigen zusammenfasste.:253 Die Innenraumbeschreibung des Tanzsaals mit dem Ausblick auf die Natur im letzten Bild – ein typisches Element der „ästhetizistischen Stimmungsoper“ – entfernte Zemlinsky. Das neue Zwischenspiel „Der arglistige Böhni“ ersetzte einen Monolog desselben. Nettchens Heine-Lied verliert durch die neue Position am Anfang der Szene ihren reflektiven Charakter. Die notwendigen Anpassungen am Libretto nahm wenigstens teilweise wieder Leo Feld vor. Der Klavierauszug dieser Fassung enthält sechzig Seiten weniger als der der Erstfassung.:253
Die zweite Fassung wurde erstmals am 20. April 1922 im Neuen Deutschen Theater in Prag gespielt. Auch diese leitete Zemlinsky selbst. Es sangen Maria Müller (Nettchen) und Richard Kubla (Wenzel Strapinski).
In der Neufassung hatte das Werk großen Erfolg. Bevor Zemlinskys Musik von den Nationalsozialisten als „Zersetzungsromantik“ diffamiert und verboten wurde, gab es mehrere weitere Aufführungen: 1924 in Düsseldorf (deutsche Erstaufführung; Dirigent: Erich Orthmann, Inszenierung: Willy Becker, Bühnenbild: Theo Schlonski, Sänger: Josef Kalenberg und Gertrud Meiling), 1927 in Dortmund, 1928 in Altenburg, Aachen, Osnabrück und Görlitz, 1932 in Bremen, 1934 in Köln (Dirigent: Meinhard von Zallinger, Regie: Erich Bormann, Bühne: Otto Reigbert, Sänger: Peter Anders und Käthe Russart) und 1935 in Zürich.
Nach dem Krieg wurde das Werk erst 1982 wiederentdeckt. Produktionen gab es 1982 in Oberhausen (Dietfried Bernet, Fritzdieter Gerhards, Jorge Villareal; Steven Gifford, Judith Wilkinson), 1985 im Staatstheater am Gärtnerplatz München (Wolfgang Bothe, Hellmuth Matiasek, Monika von Zallinger; Fred Silla, Eva-Christine Reimer) und an der Volksoper Wien (Peter Gülke, Robert Herzl, Pantelis Dessyllas; Kurt Schreibmayer, Gertrud Ottenthal), 1987 in St. Gallen, 1990 konzertant in Zürich (Dirigent: Ralf Weikert; Hermann Winkler, Edith Mathis) sowie in Osnabrück und Eisenach, 2005 in Hagen, 2012 in Görlitz, 2013 im Theater Vorpommern, 2023 in Prag und 2025 am Staatstheater Cottbus.
Insgesamt erschienen drei verschiedene Klavierauszüge. Die erste Fassung wurde 1910/1911 mit dem Untertitel „Komische Oper“ von Bote & Bock herausgegeben, die 1913 auch eine gekürzte Version mit dem Untertitel „Musikalische Komödie“ herausbrachten. Den Klavierauszug der Zweitfassung gab 1922 die Universal Edition heraus. Der Autor der Klavierauszüge ist unbekannt. Man weiß lediglich, dass Felix Greissle, der Schwiegersohn Arnold Schönbergs, die in der Neufassung geänderten Teile anfertigte. Das Aufführungsmaterial der Erstfassung ist verschollen.:253

## Aufnahmen
- 29. Juni 1990 – Ralf Weikert (Dirigent), Orchester und Chor des Opernhauses Zürich.
 Hermann Winkler (Wenzel Strapinski), Ueli Hunziker (Schneidermeister), Björn Jensson (Hausknecht/Schneidergeselle 1), Ulrich Simon Eggimann (Schneidergeselle 2), Rudolf A. Hartmann (Amtsrat), Edith Mathis (Nettchen), Wicus Slabbert (Melchior Böhni), Hans Franzen (Adam Litumlei), Stefania Kaluza (Frau Litumlei), Volker Vogel (Polykarpus Federspiel), Peter Keller (Häberlein), Ruth Rohner (Frau Häberlein), Claudio Otelli (Kutscher), Rainer Scholze (Wirt), Renate Lenhart (Wirtin), Sarianna Salminen (Kellnerjunge), Kimberly Justus (Köchin), Ulrich Peter (Prologus).
 Live, konzertant aus Zürich.
 Schwann CD: 314 069.[18]